# نورة بنت هذال الدوسري
الشيخة نورة بنت هذال الدوسري هي أميرة قطرية والزوجة الثالثة للشيخ تميم بن حمد آل ثاني، أمير قطر .

## السيرة الذاتية
في 25 فبراير 2014، تزوجت الشيخة نورة من الشيخ تميم بن حمد آل ثاني، أمير قطر. وهي الزوجة الثالثة للأمير، بعد الشيخة جواهر بنت حمد بن سحيم آل ثاني والشيخة العنود بنت مانع الهاجري.
لديهم أربعة أطفال، ثلاثة أبناء وبنت واحدة:
- الشيخ جوعان بن تميم بن حمد آل ثاني (مواليد 27 مارس 2015).
- الشيخ محمد بن تميم بن حمد آل ثاني (مواليد 17 يوليو 2017).
- الشيخ فهد بن تميم بن حمد آل ثاني (مواليد 16 يونيو 2018).
- الشيخة هند بنت تميم بن حمد آل ثاني (ولدت في 5 فبراير 2020).